# Dobu
Dobu je ostrov, který leží mezi ostrovy Fergusson (severně) a Normanby (jižně), poblíž jižního pobřeží východní Nové Guineje. Všechny tyto ostrovy jsou součáští D'Entrecasteauxových ostrovů.
Samotní obyvatelé, Dobuané, patří mezi nejjižnější kmeny severozápadní Melanésie. Ostrov Dobu je tvořen především skálami vulkanického původu. Nevelké množství půdy nepatří k těm nejvýnosnějším typům a okolní vody neoplývají rybami. Místní obyvatelstvo proto musí tyto chudé zdroje v rámci svého přežití využít, jak nejlépe to jde.